# Lassafeber
Lassafeber är en blödarfeber som orsakas av lassavirus. Namnet kommer från staden Lassa i Borno, Nigeria, där sjukdomen först upptäcktes 1969. Sjukdomen är endemisk i västra Afrika, och härjar i bland annat Guinea, Liberia, Sierra Leone och Nigeria. Lassafeber är en zoonotisk infektion som sprids till människan av en gnagare vid namn Mastomys natalensis, och det uppskattas att den drabbar mellan 300 000 och 500 000 människor årligen, med ungefär 5 000 dödsfall varje år. Viruset sprids förmodligen med spannmål som har blivit kontaminerad av infekterad urin och avföring från gnagare, och utgör ett stort problem för afrikanska länder.

## Virologi
Lassavirus, tillsammans med Machupo- Junin- och lymfocytisk koriomeningitis-virus tillhör familjen Arenaviridae. Namnet "arena" kommer från latinets arenosus, 'sandig', eftersom viruspartiklarna sedda i elektronmikroskop ser ut att ha sandkorn på sig. Lassavirus är ett enkelsträngat RNA-virus, och dess naturliga reservoar är en liten gnagare, Mastomys natalensis, som är mycket vanlig i de drabbade områdena. Viruset sprids troligen till människor genom att gnagarens urin och avföring kommer i kontakt med mat, men djuret i sig anses även vara en delikatess och äts ofta av befolkningen. Det finns än så länge inget bra vaccin mot Lassafeber, men vissa antivirala medel som Ribavirin har nedsättande effekt. Dess stora dödlighet och avsaknad av vaccin gör att Lassafeber klassificeras som en BSL 4 nivå-patogen, tillsammans med bland annat Ebolavirus och Marburgvirus.

## Epidemiologi
Spridningen av viruset sker via Mastomys natalensis, en gnagare som är vanlig i Afrika söder om Sahara. Hos gnagaren är infektionen kronisk och asymptomatisk, och infekterade gnagare kan utsöndra virus med sin avföring under större delen av sitt liv. Mastomys natalensis är den vanligaste gnagaren runt ekvatorn i Afrika, och äts ofta som delikatess, vilket gör bekämpning svårt. Människor får sjukdomen oftast genom att äta infekterat material, men även genom att aerosoler med virus andas in i luftvägarna. Sjukdomen kan också spridas via kontakt med infekterat material på infektionskänsliga områden, såsom öppna sår eller slemhinnor, vilket utgör en fara för de som hanterar infekterade patienter. Dessa infektionsvägar kan enkelt stoppas genom att använda "barrier nursing"-tekniker, som innebär att all personal använder handskar och munskydd tillsammans med rena kanyler. Det har också dokumenterats fall då viruset har smittats från moder till barn via bröstmjölk.
Under 2016 har ett importfall av Lassafeber inträffat i Sverige. En 73-årig kvinna som rest i Liberia har blivit smittad.

## Medicinska aspekter

### Prevention
Att hindra spridningen av Lassafeber, genom att kontrollera populationen av Mastomys natalensis är inte praktiskt genomförbart, eftersom länderna där sjukdomen härjar oftast saknar infrastrukturen att effektivt föra kampanjer mot gnagaren. Det bästa som är uppnåeligt är att höja medvetenhet om sjukdomen, samt att höja den allmänna hygiennivån.
Det har däremot skett framsteg i framställning av vaccin hos USAMRIID, som är baserat på ett rekombinant stomatis virus och har visat sig vara effektivt efter bara en injektion. Vaccinet har visat sig vara effektivt hos apor, som annars utvecklar symptom som liknar människors.

### Symptom
Inkubationstiden är mellan en och tre veckor, och i ca 80% av fallen får patienten endast influensaliknande symptom, som till exempel feber, ont i halsen och ryggen, hosta, magont med kräkningar och diarré. 
De övriga 20 procenten blir istället svårt sjuka, med feber och blödningar i inre organ och slemhinnor. Tecken på svåra infektioner är oftast minskad koncentration av blodplättar i blodet, vilket underlättar blödningar, och ökad halt av leverenzymer i blodet. Dödligheten för de som har utvecklat de mer akuta syndromen är uppemot 30 %, men även de som överlever sjukdomen kan utveckla permanenta hörselnedsättningar. Infekterade personer utsöndrar virus i sin urin och avföring i ungefär tre månader efter infektion.

### Diagnos
Eftersom sjukdomen har symptom som liknar andra sjukdomar, såsom influensa vid lätta infektioner samt Ebolafeber och Marburgfeber vid svåra infektioner, har man utvecklat flera laboratoriska metoder att identifiera Lassafeber. ELISA-test för antigen-antikropp-komplex har visat sig ha ungefär 90 % specificitet och känslighet, men höjda halter av leverenzym eller minskade halter blodplättar och vita blodkroppar i blodet är också möjliga indikationer på närvaron av virus. Att ta prover från ryggmärgsvätskan är också en bra sätt att identifiera viruset.

### Prognos
Dödligheten hos Lassafeber kan variera, men oftast varierar den mellan 15 och 20 %, och kan gå uppemot 50 % under svårare epidemier. Lassafeber är speciellt dödlig när den infekterar gravida kvinnor, där dödligheten går uppemot 80 % och oftast leder till både barnets och kvinnans död. Tidig och aggressiv behandling med Ribavirin ökar överlevnadschansen, eftersom den inhiberar virusets replikation. De som överlever en infektion utvecklar antikroppar, vilket gör dem immuna för sjukdomen för resten av sitt liv.

### Behandling
Första steget i behandling av dem som har blivit infekterade med Lassafeber är isolering så att de inte smittar andra människor, det innebär också att deras avföring och urin blir korrekt behandlad. Behandling med antivirala medel som hindrar replikation, såsom Ribavirin, är en effektiv metod att behandla infektioner, speciellt när det ges intravenöst. Injektioner med interferoner kan också höja infekterade individers förmåga att bekämpa sjukdomen.  För gravida kvinnor är abort tidigt i graviditeten, eller om det inte är möjligt, framkallad födsel ett sätt att försäkra deras överlevnad.